# Los dos reyes y los dos laberintos

"Historia de los dos reyes y los dos laberintos" es un cuento del escritor argentino Jorge Luis Borges, publicado por primera vez en febrero de 1936 en la revista mensual Obra (año I, n.º 3). También se publicó en El Hogar, 16 de junio de 1939, con el título "Una leyenda arábiga". Posteriormente fue incluido en El Aleph bajo el título "Los dos reyes y los dos laberintos" . Trata una serie de temas borgeanos: laberintos, cuentos populares supuestamente oscuros, Arabia y el Islam. La historia en sí misma es referenciada por los personajes de Abenjacán el Bojarí, muerto en su laberinto, otro cuento de Borges que también se encuentra en El Aleph.

## Resumen de la trama
Un rey de Babilonia ordenó a sus súbditos que construyan un laberinto "tan perplejo y sutil que los varones más prudentes no se aventuraban a entrar, y los que entraban se perdían". Cuando un rey árabe visitó su corte, el rey de Babilonia le dijo que entrara en el laberinto para burlarse de él. El rey árabe finalmente salió y le dijo al babilonio que en su tierra tenía otro laberinto, y que si Alá quería, se encargaría de que algún día el rey de Babilonia lo conociera. El rey árabe volvió a su tierra y lanzó un ataque exitoso contra los babilonios, capturando finalmente al rey de Babilonia. El árabe lo ató a un camello y lo llevó al desierto. Después de tres días de cabalgata, el árabe recuerda al babilonio que intentó hacerle perder el rumbo en su laberinto y le dice que ahora le mostrará el suyo, "...donde no hay escaleras que subir, ni puertas que forzar, ni fatigosas galerías por recorrer, ni muros que te veden el paso.". Luego desató al rey de Babilonia "y lo abandonó en mitad del desierto, donde murió de hambre y de sed..."